# タイタン23G
タイタン23G（Titan 23GまたはTitan II SLV）はアメリカ合衆国の使い捨て型ロケット。タイタン・シリーズのロケットであり、退役して余剰となっていたタイタン II大陸間弾道ミサイルをマーティンが改修し、衛星打ち上げロケットとしたもの。アメリカ空軍、アメリカ航空宇宙局、アメリカ海洋大気局の人工衛星打上げを行なっている。
ミサイルからの改修は、1986年から開始された。1988年から2003年にかけて、13回の打上げを実施している 。本体部分は二段式の液体燃料ロケットであるが、ミッションによっては三段目に固体燃料ロケットを付加したものもあった。14基がミサイルより改修されたが、14基目は打ち上げられずエバーグリーン航空博物館に収納された。
改修にあたっては、第二段上部に人工衛星や第三段ロケットなどのペイロードが取り付けが可能なようにされたほか、エンジンは調整、航法・誘導装置も向上型を用いた。
打上げ場所はタイタンIIIB打上げに使用されていたヴァンデンバーグ空軍基地SLC-4W発射台を改修して用いている。13回の打上げは全て、そこで行なわれた。